# Museum International
Museum International est une revue scientifique à comité de lecture qui s'intéresse à la recherche en muséologie. Elle est publiée trimestriellement par Wiley-Blackwell pour l'UNESCO en deux éditions, l'une en français, l'autre en anglais.